# Wenn die tollen Tanten kommen
Wenn die tollen Tanten kommen ist eine deutsche Filmklamotte von Franz Josef Gottlieb aus dem Jahr 1970.

## Handlung
Der Münchener Reisebüromitarbeiter Paul Förster wollte eigentlich mit seinem besten Freund Rudi in den Urlaub nach Spanien fahren. Da jedoch der wichtige Kunde, das Schlosshotel am Wörthersee, zukünftig Kunde des Konkurrenzreisebüros Himmelreich werden will, drängt ihn sein Chef Storz dazu, vor Ort in Velden Ursachenforschung zu betreiben.
Paul und Rudi fahren nach Velden. Unterwegs wird ihr Auto vom zwielichtigen Drogenschmuggler Ted Cocci gestohlen, ihre Kleidung samt Pässen wird an Kühe verfüttert und als sie in Unterhosen auf der Polizeiwache erscheinen, werden sie fast als Drogenschmuggler verhaftet. Auf ihrer Flucht lesen sie einen von einem Kleinbus gefallenen Koffer auf, der Frauenkleider und Perücken enthält. Als Frauen erscheinen sie nun in Velden, werden von Rezeptionist Poldi für Frau Himmelreich und Sekretärin gehalten und hofiert. Poldi glaubt, in Rudi die Frau fürs Leben gefunden zu haben, und umgarnt ihn. Rudis Versuche, etwas Essbares zu bekommen, schlagen ein ums andere Mal fehl. Zudem kommt es zu Verwicklungen, weil das Schlosshotel regelmäßig von einem unbekannten Mann angerufen wird, der sich als neuer Eigentümer ausgibt. Tatsächlich hat das Hotel einen neuen Eigentümer, der jedoch niemandem bekannt ist.
Das Chaos nimmt zu, als Pauls Chef Storz im Hotel erscheint und seinerseits Rudi zu umgarnen beginnt. Er versucht zudem den als Frau verkleideten Paul als neue Angestellte anzuwerben, um im Gegenzug Paul rauszuwerfen. Storz’ Angestellte Eva sollte unterdessen aus München Paul und Rudi mit Männerkleidung aushelfen und hat sich mit einem gepackten Koffer und dem ihr unbekannten Kunden Christian nach Velden begeben. Sie gibt den Koffer an der Rezeption ab, da Paul und Rudi nicht unter ihrem richtigen Namen angemeldet sind. Im Hotel erscheint nun Ted Cocci, der Pauls Wagen samt Papieren gestohlen hatte, sich als Paul ausgibt und Pauls Koffer entgegennimmt. Bald heißt es, der ominöse Paul Förster sei der neue Eigentümer des Hotels und Ted will die Gunst der Stunde ausnutzen und als „Paul Förster“ 30.000 DM kassieren. Dies verhindert Christian, der sich als der wahre neue Eigentümer entpuppt. Ted und seine Verbündete Bronislawska flüchten, werden jedoch nach einer längeren Verfolgungsjagd von Rudi und Paul gestellt. Am Ende können beide dem unfähigen Inspektor Grassinger entkommen.
Schließlich werden Christian und Eva ein Paar und wollen heiraten. Poldi findet in der echten Frau Himmelreich seine Traumfrau. Kellner André verliebt sich in eine Telefonistin und ihre Zwillingsschwester in den Sänger Kurt Stadel. Paul und Rudi finden ihren Wagen wieder und fahren gen München. Ihr Wagen wird bei einer Sprengung zerstört und beide finden sich rußgeschwärzt wieder – ihre Kleidung ist bis auf ihre Unterhosen zerstört. Sie sehen, wie ein Kleinbus in der Ferne einen Koffer verliert. Rudi stellt fest: „Jetzt fängt die ganze Chose wieder von vorne an“ – und beide rennen lachend zum Koffer.

## Produktion
Produzent Karl Spiehs wollte unbedingt den bereits sehr bekannten Showmaster Rudi Carrell als Hauptdarsteller. Als dieser wegen des seiner Ansicht nach schlechten Drehbuchs ablehnte, fragte Spiehs ihn nach seiner Gage bei der Rudi Carrell Show. Spiehs bot ihm das Fünffache der von Carrell genannten 20.000 Mark nebst unbegrenzt Freibier. Carrell sagte zu.
Sein Partner, der 18-jährige Ilja Richter, der vom ZDF für die von ihm moderierte Fernsehsendung 4-3-2-1 Hot & Sweet zu dieser Zeit pro Ausgabe sogar nur mit 750 Mark entlohnt wurde, erhielt ein Filmhonorar von 200.000 Mark.
Der Film wurde in München und Velden am Wörther See gedreht. Das Fahrzeug, das Ilja Richter und Rudi Carrell fahren und das ihnen von Jochen Busse gestohlen wird, war ein VW Porsche 914. Die Uraufführung des Films fand am 6. August 1970 in der Essener Lichtburg statt. In der Bundesrepublik Deutschland hatte er etwa drei Millionen Besucher.
Im Film treten verschiedene Schlagersänger mit Titeln auf:
- Christian Anders: Irgendwann; Geh nicht vorbei
- Graham Bonney: Marie
- The Cent Brothers (als The Cent Boys): Mensch Meier
- Druid Chase: Donata sama
- Chris Roberts: Du bist nicht mit Gold zu bezahlen; Ein Mädchen nach Maß
- Kurt Stadel: Das Mädchen Carina / Azzuro / Help Yourself / What a Wonderful World / Puppet on a String / Lady Carneval (Medley)

Im Folgejahr 1971 erfuhr der Film zwei Fortsetzungen, in denen Rudi Carrell und Ilja Richter wieder in Frauenkleidern auftraten: Tante Trude aus Buxtehude und Die tollen Tanten schlagen zu.

## Kritik
Das Lexikon des internationalen Films bezeichnete Wenn die tollen Tanten kommen als „Verkleidungs- und Verwechslungslustspiel nach alten deutschen Mustern – mit einem Aufgebot an Liedern und Shownachwuchs der sechziger Jahre.“
Cinema fasste zusammen: „Hirn aus, Schrott an: Ilja und Rudi liefern plumpe Gags am laufenden Band. Fazit: Tolle Tanten? Wohl eher tumbe Tüntchen.“
Der Evangelische Film-Beobachter zieht folgendes Fazit: „Klamaukhaftes, billiges Farb-Lustspiel mit vielen musikalischen Einsprengseln – über das man trotzdem manchmal auch lachen kann.“
Im Dezember 2016 wurde der Film im Rahmen der Tele-5-Reihe Die schlechtesten Filme aller Zeiten gezeigt.